# Gitarron
Een gitarron (of guitarrón) is een Mexicaanse akoestische basgitaar. Een gitarron heeft ongeveer de mensuur van een Spaanse gitaar maar is veel dikker. De achterzijde is niet vlak zoals bij de meeste gitaren, maar gewelfd. Het diepste punt is ongeveer 10 centimeter dieper dan de zijkant.
De drie hoogste snaren zijn van dik nylon, de drie laagste zijn omwonden met metaal. De gitarron heeft doorgaans geen fretten; hij is fretloos. De snaren worden aangeslagen (vaak met twee tegelijk) met de vingers van de rechterhand.

De gitarron wordt vooral gebruikt in mariachi-orkesten.

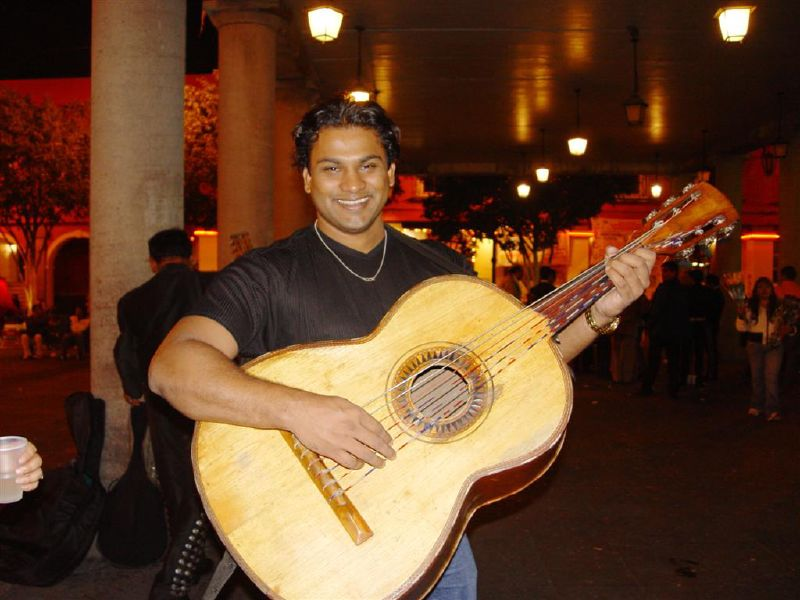
Gitarronspeler in Mexico-Stad